# Jules Ledin
Pour les articles homonymes, voir Ledin.
Jules Ledin est un homme politique français né le 26 janvier 1867 à Saint-Étienne (Loire) et décédé le 18 avril 1914 à Saint-Étienne.

## Biographie
Fils d'un tisseur de velours et d'une tailleuse, lui-même passementier, il est syndicaliste, militant socialiste, secrétaire de la Bourse du travail de Saint-Étienne de 1892 à 1895 avant de devenir conseiller municipal. Conseiller municipal de Saint-Étienne en 1895, il est maire de 1900 à 1906, et député de la Loire de 1906 à 1910, inscrit au groupe des socialistes parlementaires. 
En novembre 1901, il tenta, en vain, d'éviter l'expulsion des anarchistes italiens Sante Ferrini et de son cousin Umberto Lombardozzi. 
Il avait notamment un frère cadet, Benjamin Ledin, qui était poète et chansonnier, militant SFIO, et plusieurs fois conseiller municipal sous la municipalité de Louis Soulié, de 1923 à 1925. 

## Sources
- « Jules Ledin », dans le Dictionnaire des parlementaires français (1889-1940), sous la direction de Jean Jolly, PUF, 1960 [détail de l’édition]
- Yves Lequin, Justinien Raymond et Jean Lorcin., « Benjamin Henri Ledin », sur maitron.fr (consulté le 25 août 2023)
- « Jules Ledin », sur noms.rues.st.etienne.free.fr (consulté le 23 août 2023)
- Pascale Bigay, « Jules Ledin, le premier maire ouvrier de Saint-Etienne », sur leprogres.fr (consulté le 25 août 2023)